# Villmanstrands rådhus

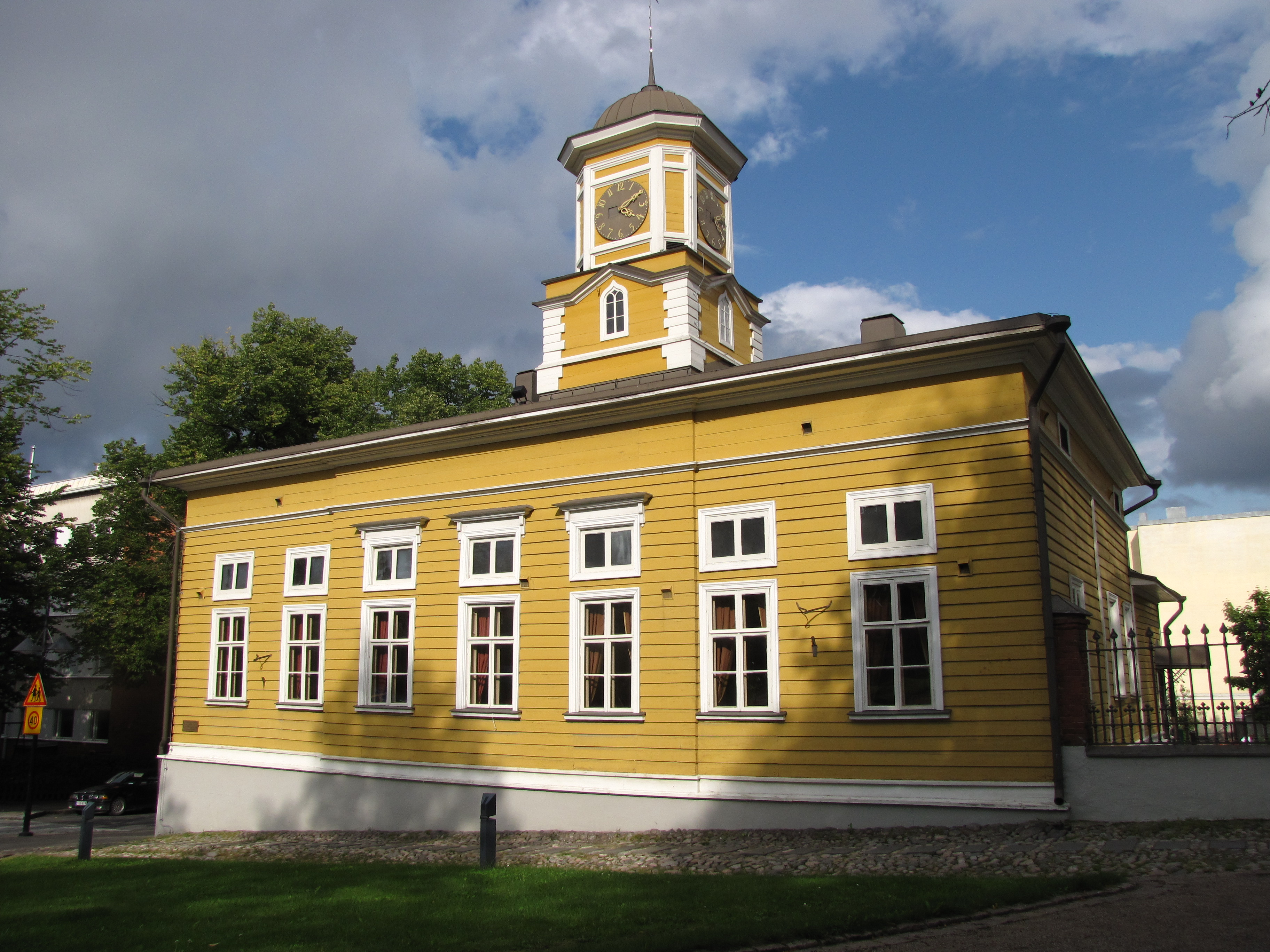
Villmanstrands rådhus.

Villmanstrands rådhus är en byggnad i den finländska staden Villmanstrand i landskapet Södra Karelen. Rådhuset byggdes i trä 1829 efter ritningar av arkitekt J. W. Palmroth. År 1845 byggdes en tillbyggnad och huvudbyggnadens torn. Tornet representerar empirstil. Rådhuset är ett av de äldsta rådhusen i trä i Finland. Villmanstrands administration flyttade 1983 från byggnaden och in i det nya stadshuset. I början av 1990-talet renoverades rådhuset.